# Rødovre kyrka
Rødovre kyrka (danska: Rødovre Kirke) är en kyrka som ligger i stadsdelen Rødovre i Rødovre kommun, sju kilometer väster om centrala Köpenhamn.

## Kyrkobyggnaden
En tidigare kyrka på platsen förstördes av svenskarna år 1658. Nuvarande kyrka av sten och tegel uppfördes år 1664 och har tillskrivits byggmästare Albertus Mathiesen.
Kyrkan äldsta del är långhuset som uppfördes år 1664. Ett smalt torn i väster uppfördes år 1837 och ersatte ett äldre torn. Ett vapenhus av gul tegelsten, vid norra sidan, uppfördes vid början av 1800-talet. Vid en restaurering åren 1958-1959 utvidgades vapenhuset med en identisk byggnad mot öster.
Tidigare hade kyrkan vitkalkade fasader och skiffertäckta tak. Numera är kyrkan rödkalkad och har tegeltäckta tak.

## Inventarier
- Altartavlan i högrenässans är tillverkad år 1594.
- En åttakantig dopfunt av kalksten är tillverkad på 1930-talet.

## Bildgalleri

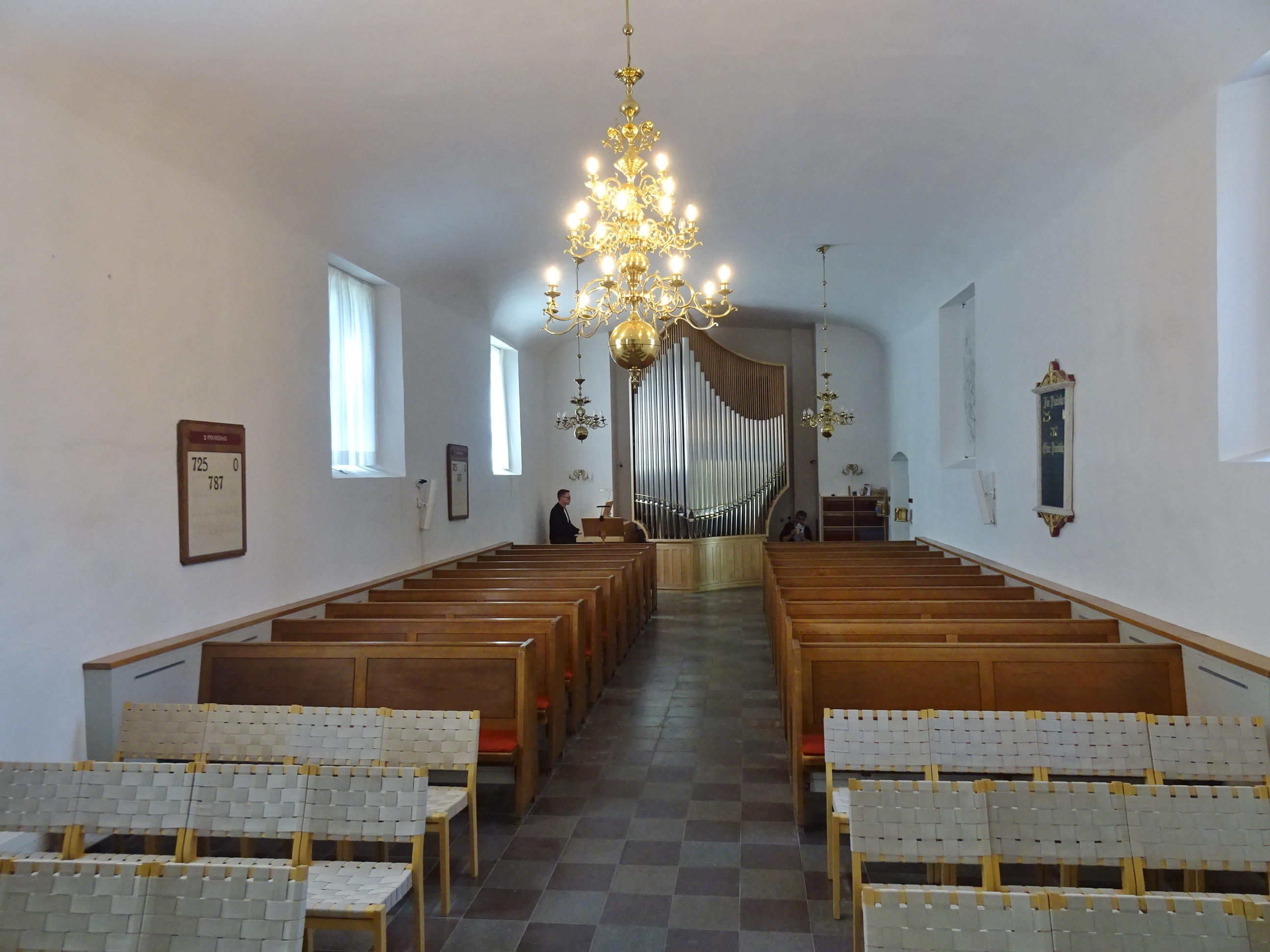
Kyrkorum mot väster
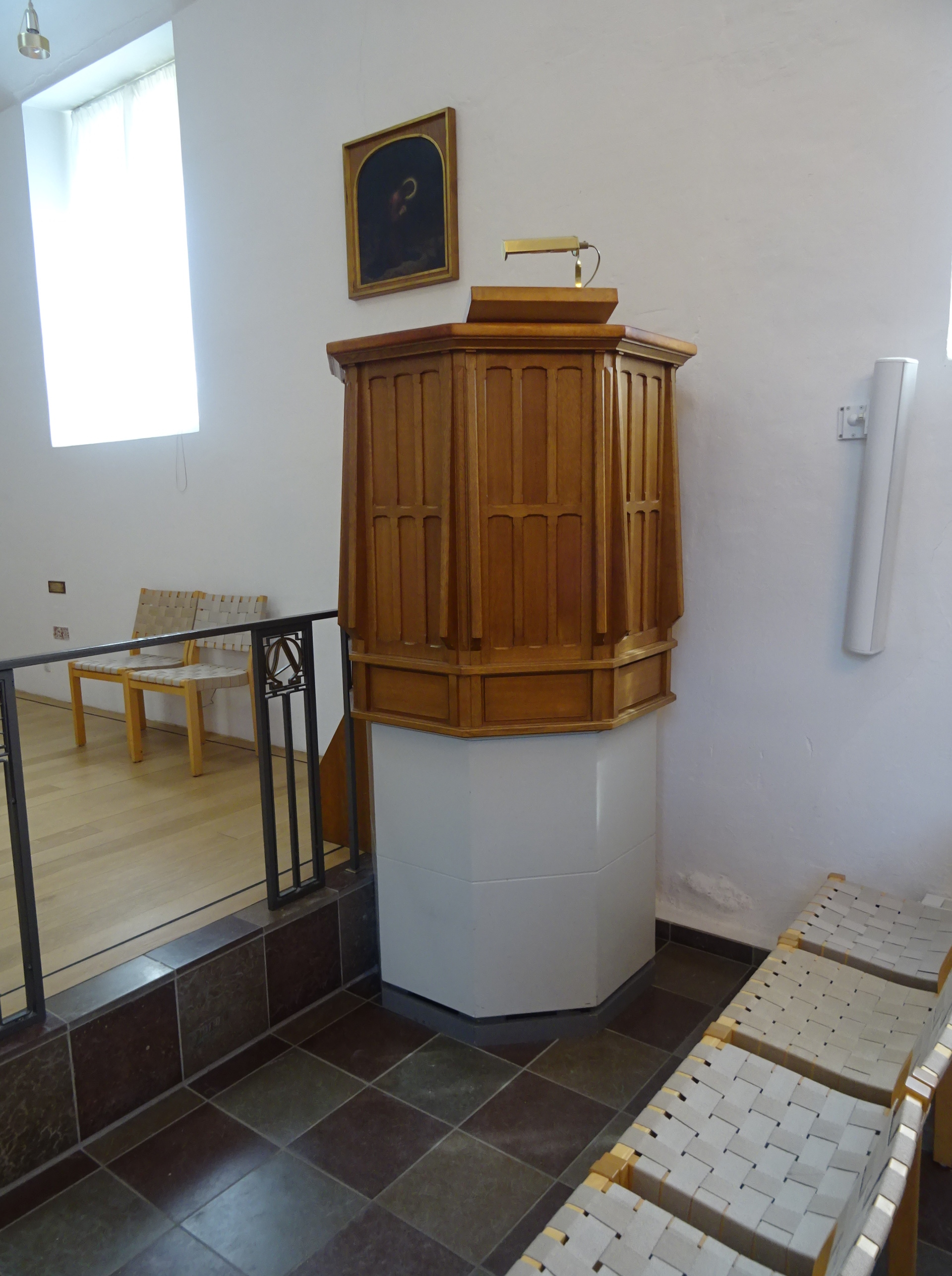
Predikstol
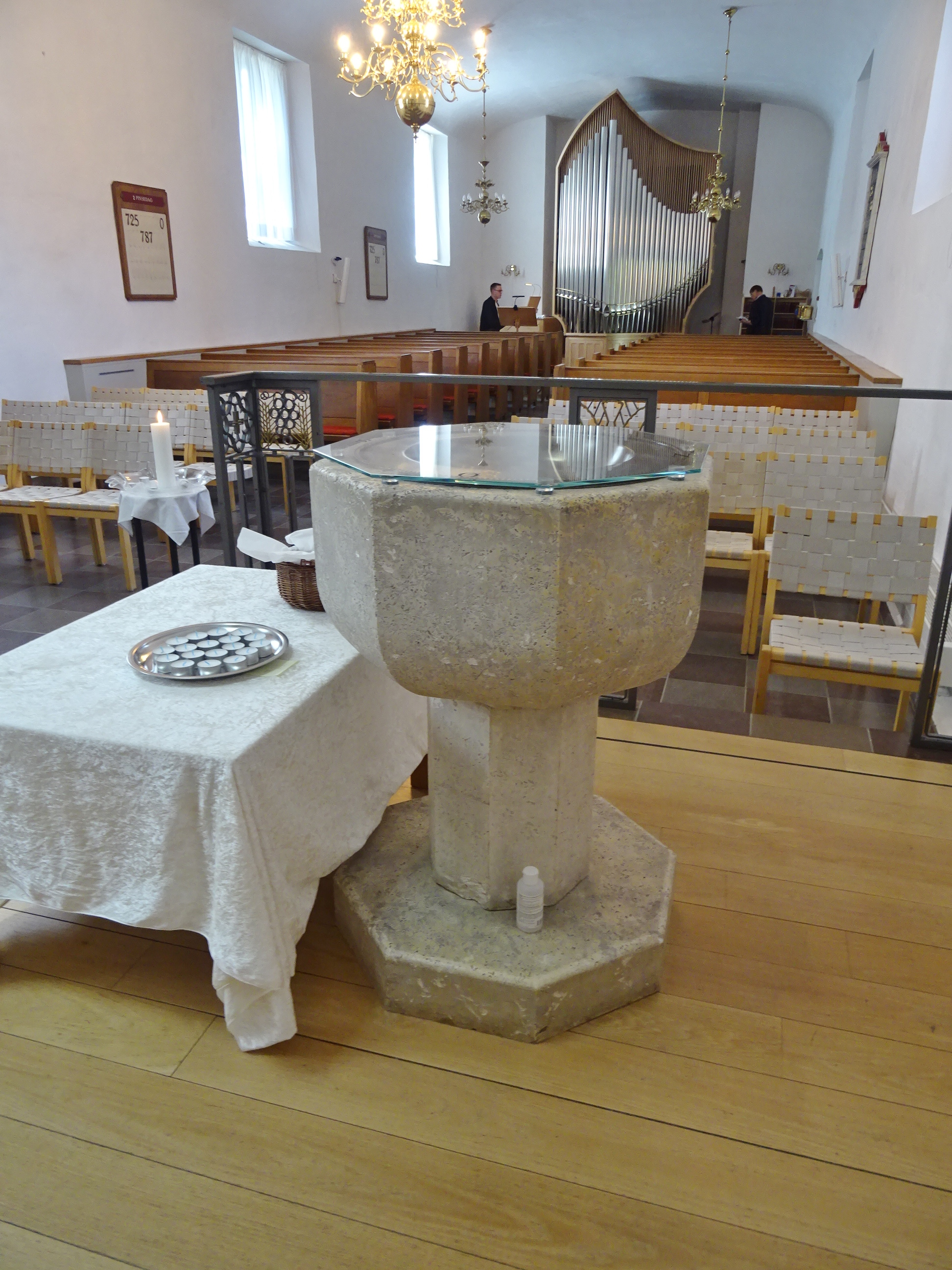
Dopfunt
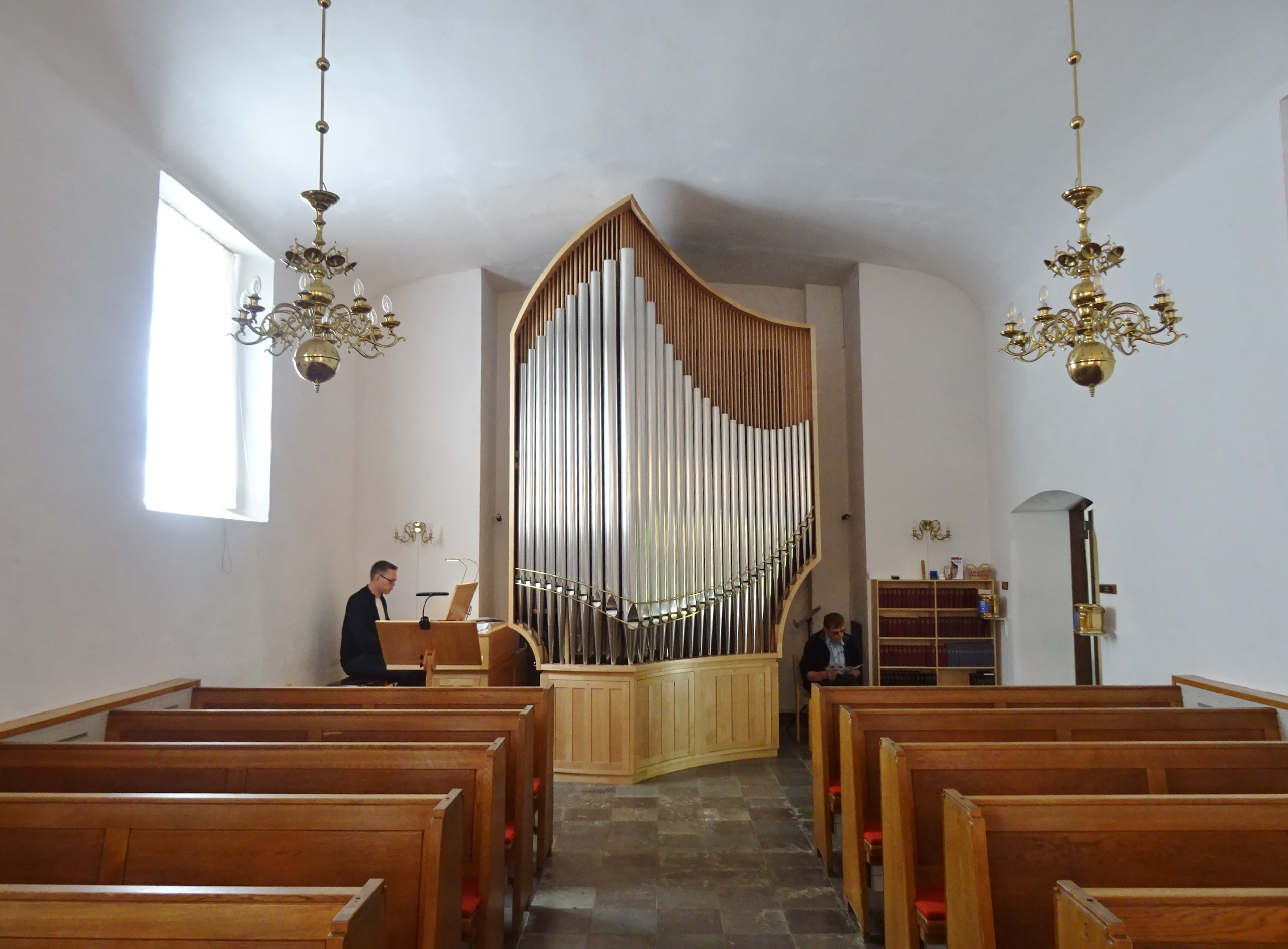
Orgel
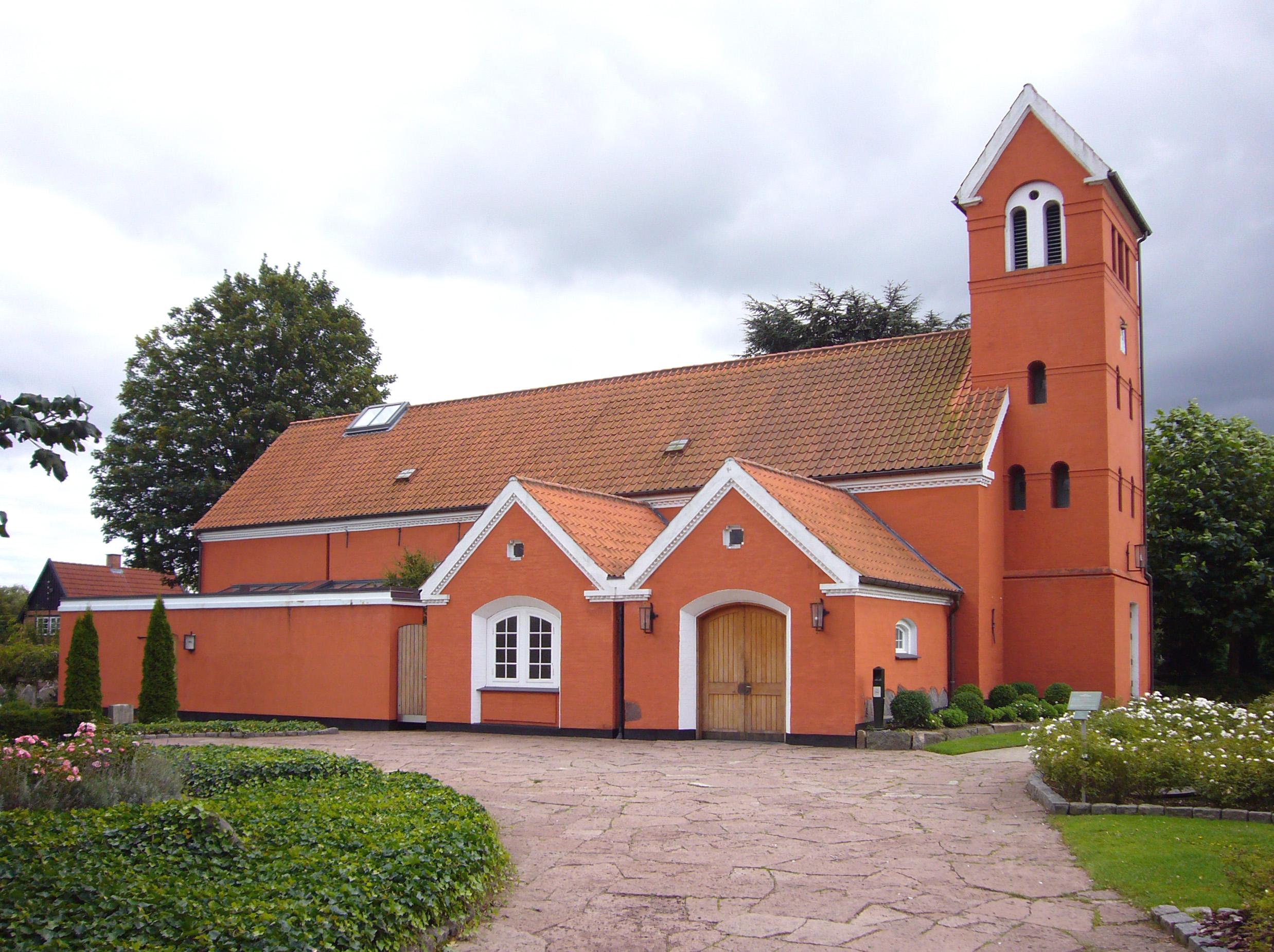
Kyrkan från norr
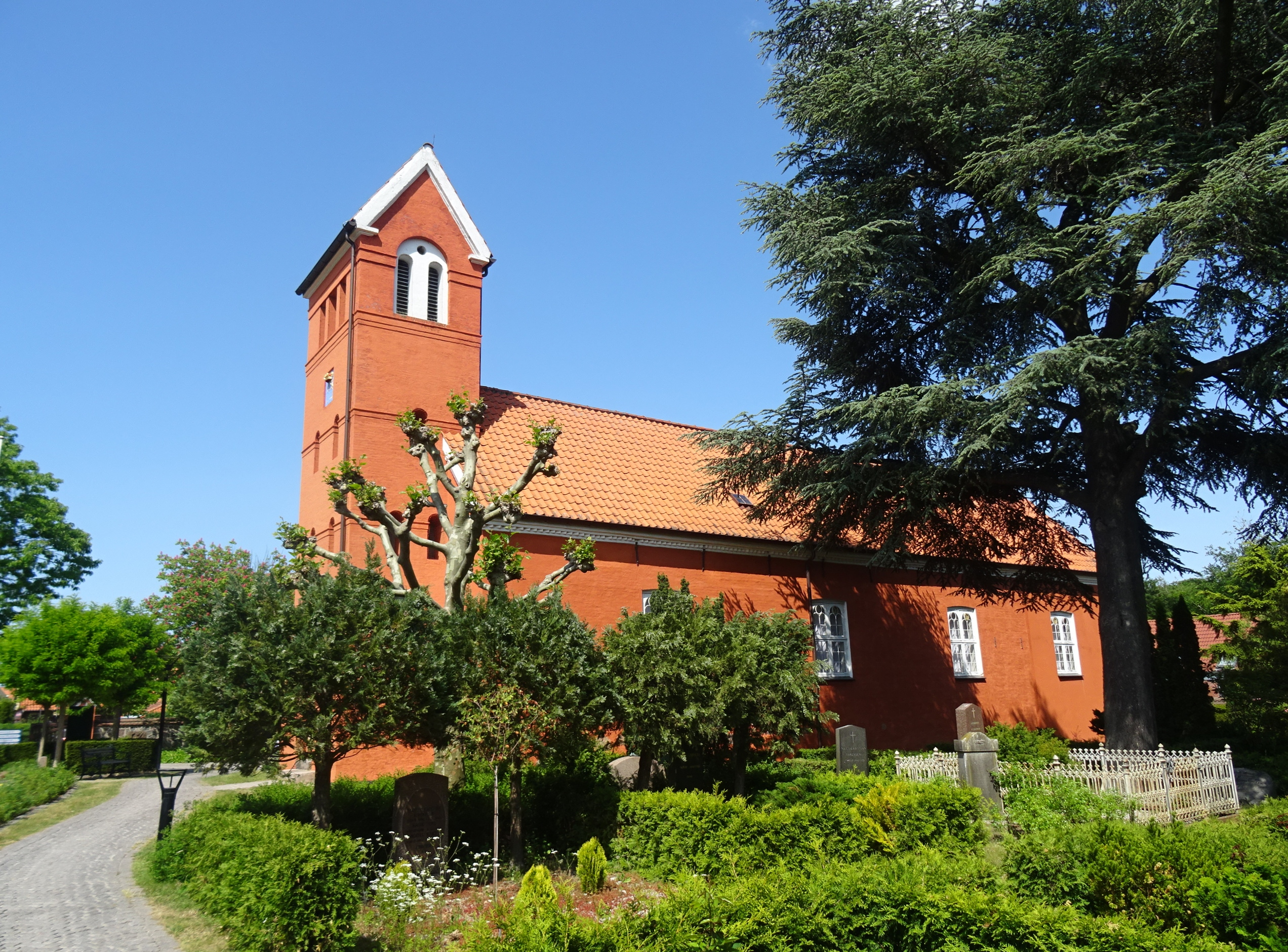
Kyrkan från söder
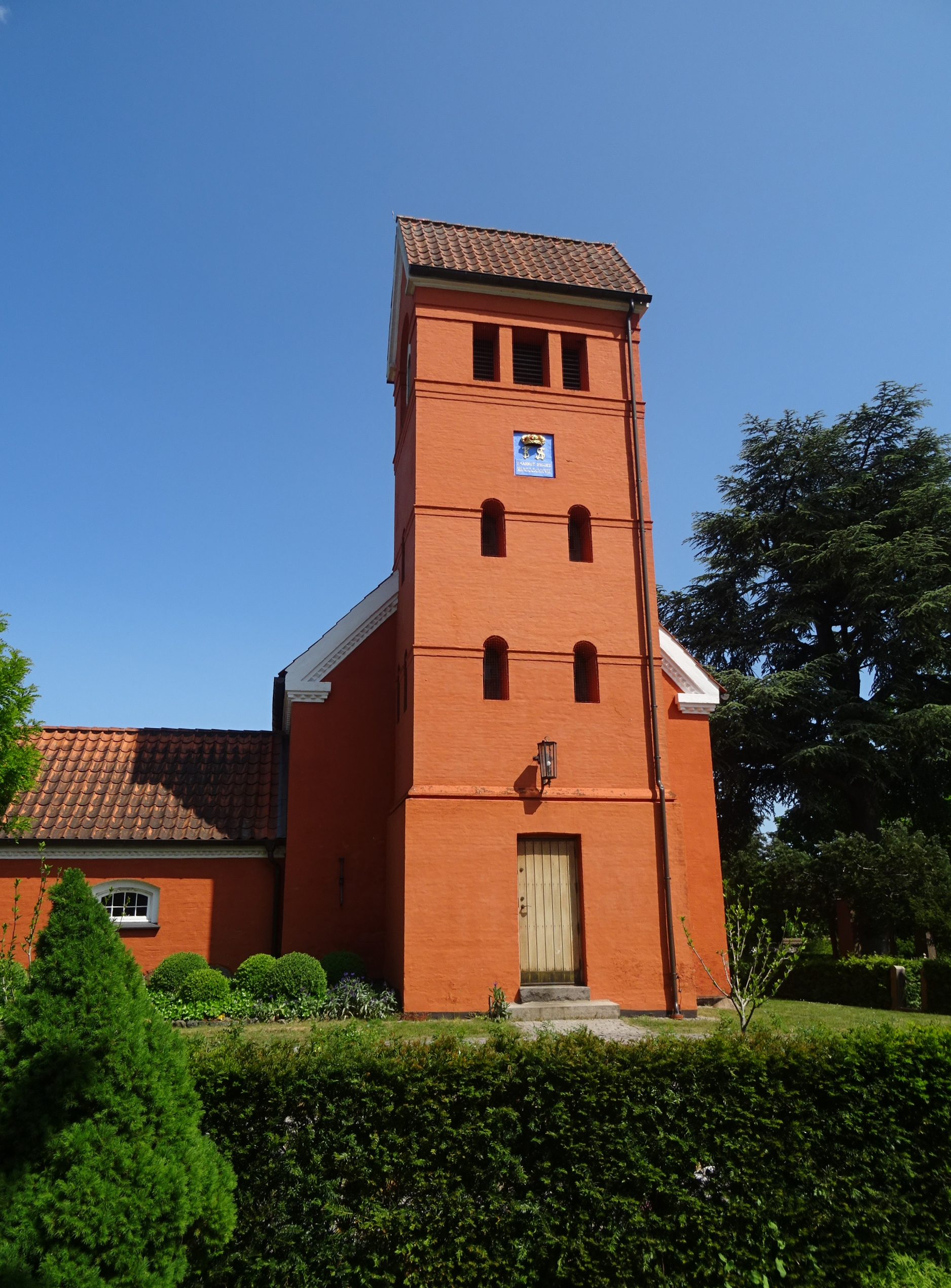
Kyrkan framifrån
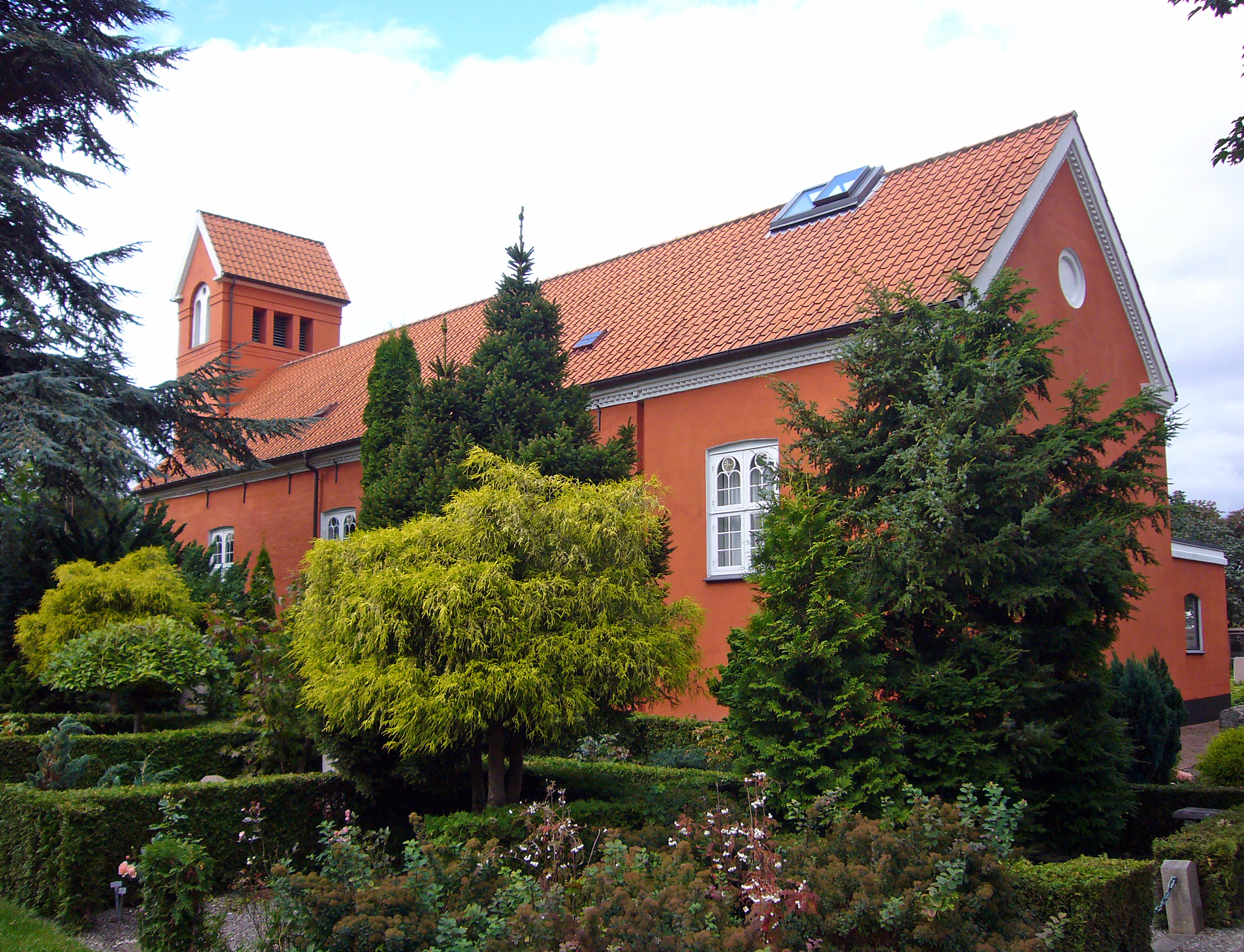
Kyrkan bakifrån